# Francheville (Orne)
Francheville és un municipi francès situat al departament de l'Orne i a la regió de Normandia. L'any 2007 tenia 123 habitants.

## Demografia

### Població
El 2007 la població de fet de Francheville era de 123 persones. Hi havia 52 famílies de les quals 12 eren unipersonals (8 homes vivint sols i 4 dones vivint soles), 16 parelles sense fills, 20 parelles amb fills i 4 famílies monoparentals amb fills.
La població ha evolucionat segons el següent gràfic:
Habitants censats

### Habitatges
El 2007 hi havia 85 habitatges, 55 eren l'habitatge principal de la família, 22 eren segones residències i 8 estaven desocupats. Tots els 84 habitatges eren cases. Dels 55 habitatges principals, 39 estaven ocupats pels seus propietaris, 15 estaven llogats i ocupats pels llogaters i 1 estava cedit a títol gratuït; 5 tenien dues cambres, 7 en tenien tres, 19 en tenien quatre i 23 en tenien cinc o més. 39 habitatges disposaven pel capbaix d'una plaça de pàrquing. A 25 habitatges hi havia un automòbil i a 27 n'hi havia dos o més.

### Piràmide de població
La piràmide de població per edats i sexe el 2009 era:
| Homes | Edats   | Dones |
| ----- | ------- | ----- |
| 0     | 95 o +  | 0     |
| 0     | 90 a 94 | 0     |
| 0     | 85 a 89 | 0     |
| 0     | 80 a 84 | 0     |
| 4     | 75 a 79 | 4     |
| 0     | 70 a 74 | 4     |
| 4     | 65 a 69 | 4     |
| 0     | 60 a 64 | 4     |
| 8     | 55 a 59 | 0     |
| 4     | 50 a 54 | 8     |
| 12    | 45 a 49 | 16    |
| 8     | 40 a 44 | 8     |
| 8     | 35 a 39 | 0     |
| 0     | 30 a 34 | 4     |
| 0     | 25 a 29 | 0     |
| 16    | 20 a 24 | 4     |
| 20    | 15 a 19 | 4     |
| 8     | 10 a 14 | 0     |
| 0     | 5 a 9   | 0     |
| 0     | 0 a 4   | 4     |

## Economia
El 2007 la població en edat de treballar era de 86 persones, 63 eren actives i 23 eren inactives. De les 63 persones actives 56 estaven ocupades (34 homes i 22 dones) i 7 estaven aturades (3 homes i 4 dones). De les 23 persones inactives 6 estaven jubilades, 7 estaven estudiant i 10 estaven classificades com a «altres inactius».

### Ingressos
El 2009 a Francheville hi havia 61 unitats fiscals que integraven 149 persones, la mediana anual d'ingressos fiscals per persona era de 15.947 €.

### Activitats econòmiques
Dels 5 establiments que hi havia el 2007, 1 era d'una empresa de comerç i reparació d'automòbils, 1 d'una empresa d'hostatgeria i restauració i 3 d'empreses de serveis.
L'únic servei als particulars que hi havia el 2009 era un restaurant.
L'any 2000 a Francheville hi havia 7 explotacions agrícoles que ocupaven un total de 872 hectàrees.

## Poblacions més properes
El següent diagrama mostra les poblacions més properes.